# Lancôme

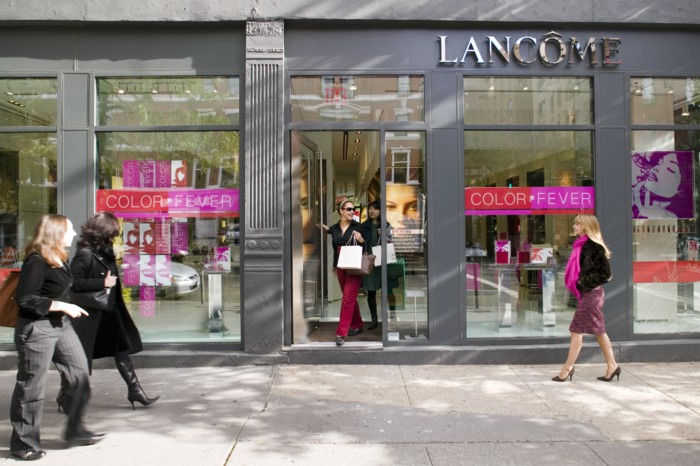
Бутик Lancôme в Нью-Йорке

Lancôme — французский парфюмерный и косметический бренд компании L'Oreal (с 1964 года).
Компанию Lancôme основал Арман Петижан в начале 1935 года. Название он придумал, вдохновившись видом руин замка Le Château De Lancosme, а заросли роз вокруг них послужили прототипом для символа марки — золотой розы. Пять первых парфюмов Lancôme — Tendre Nuit, Bocages, Conquête, Kypre и Tropiques — были представлены на Всемирной выставке в Брюсселе в 1935 году. Дизайн флаконов для духов разработал художник Жорж Делом, который и в дальнейшем продолжил работу с Lancôme. В 1936 компания расширяет ассортимент, начав выпускать декоративную косметику и средства для ухода за кожей, особым успехом пользовался регенерирующий крем Nutrix.
В 1952 году Lancôme выпускает один из своих лучших ароматов — Tresor. В 1975 году выпускает первую тушь для ресниц — Immencils.
Самый популярный аромат бренда - "гурманский" La Vie Est Belle (Жизнь прекрасна).
Для рекламы своей продукции компания Lancôme приглашает, как правило, известных актрис и моделей. В 1979 году «лицом» фирмы стала американская топ-модель Кэрол Альт. В последующие годы косметические средства от Lancôme рекламировали Мари Жиллен, Шалом Харлоу, Инес Састр, Ума Турман, Жюльет Бинош, Мина Сувари и другие. Выпущенный в 1967 году брендом Lancôme парфюм Climat пользовался популярностью не только на Западе, но и за "железным занавесом" - в СССР.
Один из самых долгосрочных рекламных контрактов был заключён с актрисой Изабеллой Росселлини, она представляла Lancôme в течение 14 лет, с 1982 года. В 2005 году Lancôme объявил о своём сотрудничестве с супермоделью Дарьей Вербовой. Она стала «лицом» нового аромата Hypnôse, линии декоративной косметики, а также участвовала в разработке линии макияжа Brazilian Earth Colours, часть средств от продажи которой пошла на благотворительность. В том же году фирма запустила линию косметических средств для мужчин, для рекламы которой был привлечён актёр Клайв Оуэн, также представивший мужскую версию аромата Hypnôse.
В 2007 году Lancôme привлёк к сотрудничеству Кейт Уинслет и Энн Хэтэуэй. Уинслет была призвана сменить Инес Састр в рекламе духов Trésor, а Хэтэуэй представила новый аромат Magnifique. В конце 2009 года стало известно, что «лицом» Lancôme в 2010 году станет Джулия Робертс. В 2011 году честь представлять компанию выпала британской актрисе Эмме Уотсон, съёмка рекламной фотосессии с её участием была поручена Марио Тестино.